# نورین (زمین‌شناسی)
| سامانه  | ردیف  | اشکوب      | سن (میلیون سال) |
| ------- | ----- | ---------- | --------------- |
| ژوراسیک | پیشین | هتانجین    | → پس از آن      |
| تریاس   | پسین  | راتین      | ۲۰۱٫۳–۲۰۸٫۵     |
| تریاس   | پسین  | نورین      | ۲۰۸٫۵–۲۲۸       |
| تریاس   | پسین  | کارنین     | ۲۲۸–۲۳۵         |
| تریاس   | میانه | لادینین    | ۲۴۲–۲۳۵         |
| تریاس   | میانه | آنیسین     | ۲۴۲–۲۴۷٫۲       |
| تریاس   | پیشین | اولنکین    | ۲۴۷٫۲–۲۵۱٫۲     |
| تریاس   | پیشین | ایندون     | ۲۵۱٫۲–۲۵۲٫۲     |
| پرمین   | پرمین | چانگسینگین | → پیش از آن     |

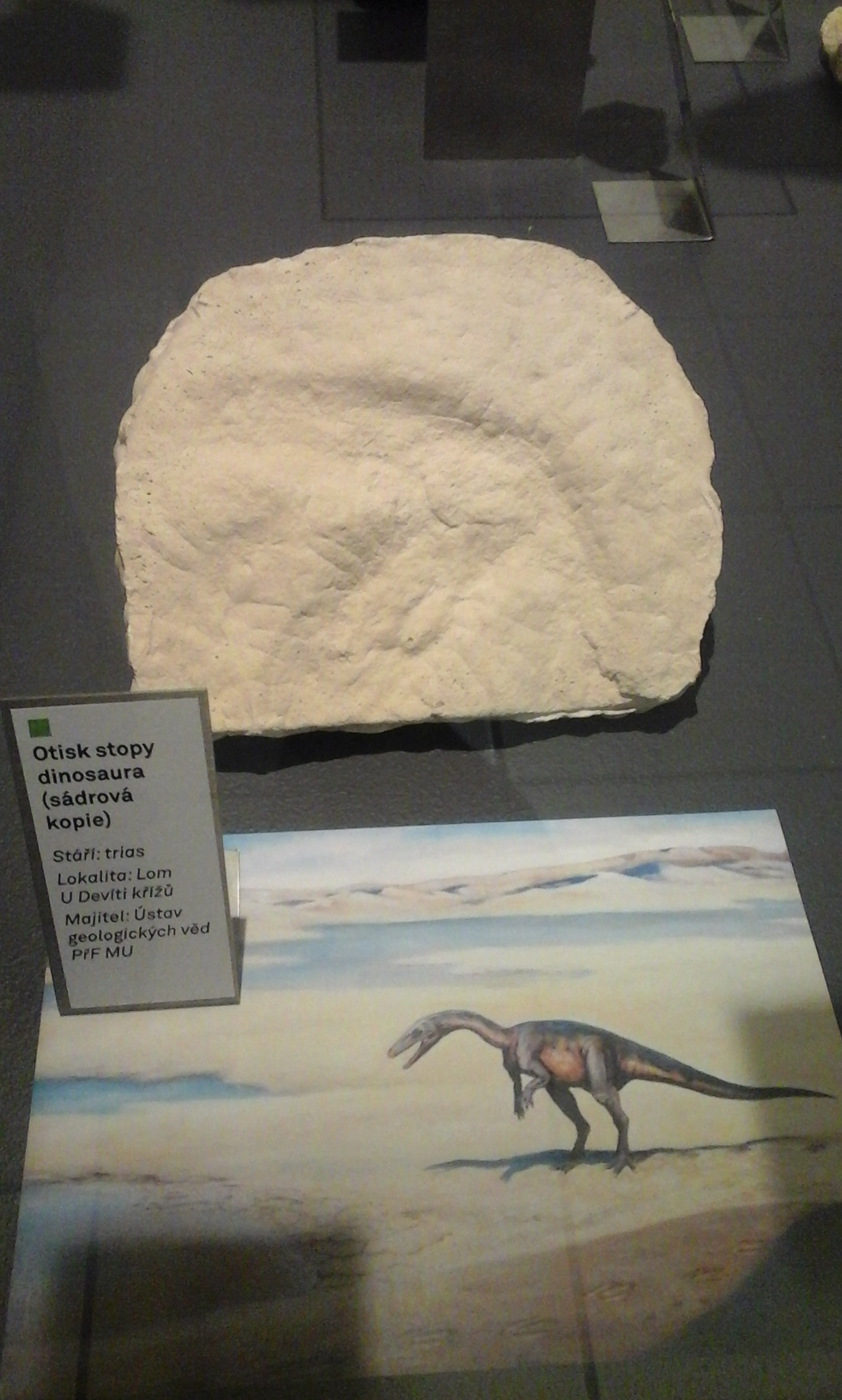
یک فسیل متعلق به دوره نورین

نورین (انگلیسی: Norian) در مقیاس زمانی زمین‌شناسی، یک اشکوب یا عصر از ردیف یا دور تریاس پسین به‌شمار می‌رود. نورین در ستون چینه‌شناسی پس از اشکوب کارنین و پیش از راتین جای می‌گیرد. عصر نورین از حدود ۲۲۸ میلیون سال پیش آغاز شده و تا حدود ۲۰۸٫۵ میلیون سال پیش ادامه یافت.

## نام‌گذاری
نام نورین از منطقه نوریک آلپ در اتریش گرفته شده‌است. این نام در سال ۱۸۶۹ معرفی شد.

## دیرینه‌شناسی
- هم‌کمانان
- اتوسور
- دوسگ‌دندان
- فیتوسور